# Aske Adelgaard
Aske Emil Berg Adelgaard (Odense, 10 novembre 2003) è un calciatore danese, difensore del Go Ahead Eagles.

## Caratteristiche tecniche
Gioca come terzino sinistro.

## Carriera

### Club
Adelgaard è cresciuto nelle giovanili dell'Odense fatta eccezione per un periodo dal 2019 al 2021 passato al Randers. Il 28 gennaio 2022 ha firmato il suo primo contratto professionistico ed il 7 agosto ha debuttato in prima squadra nell'incontro di Superligaen perso 2-1 contro l'Aarhus.

### Nazionale
Ha giocato con le nazionali giovanili danesi Under-20 e Under-21.

## Statistiche
aggiornato al 28 febbraio 2024
| Stagione        | Squadra         | Campionato      | Campionato | Campionato | Coppe nazionali | Coppe nazionali | Coppe nazionali | Coppe continentali | Coppe continentali | Coppe continentali | Altre coppe | Altre coppe | Altre coppe | Totale | Totale | Totale |
| Stagione        | Squadra         | Comp            | Pres       | Reti       | Comp            | Pres            | Reti            | Comp               | Pres               | Reti               | Comp        | Pres        | Reti        | Pres   | Reti   |        |
| --------------- | --------------- | --------------- | ---------- | ---------- | --------------- | --------------- | --------------- | ------------------ | ------------------ | ------------------ | ----------- | ----------- | ----------- | ------ | ------ | ------ |
| 2022-2023       | Odense          | SL              | 22         | 0          | CD              | 0               | 0               |                    | -                  | -                  |             | -           | -           | 22     | 0      |        |
| 2023-2024       | Odense          | SL              | 14         | 0          | CD              | 2               | 0               |                    | -                  | -                  |             | -           | -           | 16     | 0      |        |
| Totale carriera | Totale carriera | Totale carriera | 36         | 0          |                 | 2               | 0               |                    | -                  | -                  |             | -           | -           | 38     | 0      |        |

## Palmarès

### Club

#### Competizioni nazionali
- Coppa dei Paesi Bassi: 1

Go Ahead Eagles: 2024-2025